# Ion Palii
Ion Palii este un agronom și politician din Republica Moldova, deputat în primul Legislativ al Republicii Moldova (din 1990), semnatar al Declarației de Independență a Republicii Moldova.
Politicianul Ion Palii a fost decorat cu medalia „Meritul Civic” (1996), cu Ordinul de Onoare (2011), iar în 2012 a fost decorat cu Ordinul Republicii.
În prezent Ion Palii este pensionar, îndeplinește funcția de vicepreședinte al Asociației Obștești „Parlamentul-90”.